# Yves Salaberri
Yves Salaberri, llamado Xala, (Bonloc, 14 de noviembre de 1979) es un jugador francés de pelota vasca en la modalidad de mano de la empresa GARFE.
En su palmarés destacan los campeonatos de España de parejas de 2002, 2007 y 2010 y el Manomanista de 2011, así como los subcampeonatos en 2004 y 2010 y del Cuatro y Medio en 2005.

## Finales manomanistas
| Año  | Campeón           | Subcampeón  | Tanteo | Frontón   |
| ---- | ----------------- | ----------- | ------ | --------- |
| 2004 | Martínez de Irujo | Xala        | 22-12  | Atano III |
| 2010 | Martínez de Irujo | Xala        | 22-13  | Ogueta    |
| 2011 | Xala              | Olaizola II | 22-19  | Bizkaia   |

## Finales de mano parejas
| Año  | Campeones                 | Subcampeones            | Tanteo | Frontón   |
| ---- | ------------------------- | ----------------------- | ------ | --------- |
| 2002 | Xala - Lasa III           | Olaizola I - Patxi Ruiz | 22-19  | Atano III |
| 2007 | Xala - Martínez de Eulate | Olaizola I - Beloki     | 22-18  | Ogueta    |
| 2010 | Xala - Zubieta            | González - Laskurain    | 22-14  | Ogueta    |
| 2011 | Olaizola II - Begino      | Xala - Beroiz (1)       | 22-14  | Bizkaia   |
| 2012 | Titín III - Merino II     | Xala - Laskurain        | 22-15  | Bizkaia   |

(1) Beroiz sustituyó en la final a Barriola por lesión de este último.

## Final del Cuatro y Medio
| Año  | Campeón     | Subcampeón | Tanteo | Frontón   |
| ---- | ----------- | ---------- | ------ | --------- |
| 2005 | Olaizola II | Xala       | 22-05  | Atano III |

## Final del manomanista de 2.ª Categoría
| Año  | Campeón   | Subcampeón | Tanteo | Frontón   |
| ---- | --------- | ---------- | ------ | --------- |
| 2001 | Berraondo | Xala       | 22-16  | Atano III |